# Nasal linguolabial

## Nasal linguolabial sonora
A consoante nasal linguolabial sonora é um tipo de som consonantal usado em algumas línguas faladas. O símbolo no Alfabeto Fonético Internacional que o representa é ⟨n̼⟩ ou ⟨m̺⟩.

### Características
- Seu modo de articulação é oclusivo, ou seja, produzida pela obstrução do fluxo de ar no trato vocal.
- Como a consoante também é nasal, o fluxo de ar bloqueado é redirecionado pelo nariz.
- Seu ponto de articulação é linguolabial, o que significa que está articulado com a língua contra o lábio superior.
- Sua fonação é sonora, o que significa que as cordas vocais vibram durante a articulação.
- É uma consoante nasal, o que significa que o ar pode escapar pelo nariz, exclusivamente (plosivas nasais) ou adicionalmente pela boca.
- O mecanismo da corrente de ar é pulmonar, o que significa que é articulado empurrando o ar apenas com os pulmões e o diafragma, como na maioria dos sons.

### Ocorrência
| Língua     | Língua     | Palavra | AFI     | Significado  | Notas |
| ---------- | ---------- | ------- | ------- | ------------ | ----- |
| Araki      | Araki      | m̼isi    | [n̼isi]  | Ainda        |       |
| Big Nambas | Big Nambas | nəm'ək  | [nən̼ək] | Minha língua |       |

## Nasal linguolabial surda
A consoante nasal linguolabial surda é um tipo de som consonantal usado em algumas línguas faladas. O símbolo no Alfabeto Fonético Internacional que o representa é ⟨n̼̊⟩ ou ⟨m̺̊⟩.

### Características
- Seu modo de articulação é oclusivo, ou seja, produzida pela obstrução do fluxo de ar no trato vocal.
- Como a consoante também é nasal, o fluxo de ar bloqueado é redirecionado pelo nariz.
- Seu ponto de articulação é linguolabial, o que significa que está articulado com a língua contra o lábio superior.
- Sua fonação é surda, o que significa que as cordas vocais vibram durante a articulação.
- É uma consoante nasal, o que significa que o ar pode escapar pelo nariz, exclusivamente (plosivas nasais) ou adicionalmente pela boca.
- O mecanismo da corrente de ar é pulmonar, o que significa que é articulado empurrando o ar apenas com os pulmões e o diafragma, como na maioria dos sons.